# Michael Rasmussen
Michael Rasmussen (Tølløse, 1 de junio de 1974) es un ciclista danés que compitió en las modalidades de carretera y montaña.
Sus mayores éxitos en carretera son el sexto puesto en la general del Tour de Francia 2005 y el séptimo en la Vuelta a España 2003, así como cinco etapas ganadas en las Grandes Vueltas: cuatro en el Tour de Francia y una en la Vuelta a España.
En montaña ganó una medalla de oro en el Campeonato Mundial de Ciclismo de Montaña de 1999, en la prueba de campo a través.

## Biografía

### Expulsión del Tour
En el Tour de 2007 su equipo tomó la decisión de retirarle de esa competición siendo líder con una ventaja de más de tres minutos respecto al segundo clasificado y faltando 4 etapas para su conclusión. Todo ello por no habérsele localizado durante sus entrenamientos en el mes de junio, lo cual vulnera la reglamentación vigente antidopaje (la Reglamentación de la UCI obliga a los ciclistas profesionales a estar siempre dispuestos para un examen y por supuesto localizables), y por haber informado a su equipo de que estaba entrenando en México, cuando en realidad lo hacía en el norte de Italia. En total faltó a 4 controles (2 de la Federación danesa y 2 de la UCI) cuándo el máximo son 3.

### Vuelta a la competición

#### Tecos
En el mes de julio de 2009, el ciclista danés anunció su vuelta a la competición una vez hubiera cumplido su sanción, que acababa el día 25 de ese mes. Reapareció en la carrera de exhibición del Designa Grandprix de Kjellerup, en Dinamarca, dos días después del fin de dicha sanción, carrera en la que finalizó segundo. Al acabar la prueba declaró que tenía ganas de correr la Vuelta a Dinamarca y la Vuelta a España, siempre y cuando encontrara un modo de que la UCI le concediera la licencia retirada tras el escándalo del Tour de 2007. Sin embargo, ningún equipo europeo quiso hacerse cargo de su situación y acabó recalando "extraoficialmente" en el equipo mexicano Tecos de la Universidad Autónoma de Guadalajara también llamado simplemente Tecos-Trek, de categoría Continental, a finales del 2009. Donde su actuación más destacadas fue en la Vuelta a Chihuahua donde ganó la etapa prólogo que discurría por un trazado montañoso y finalmente fue sexto en la clasificación general. También ganó la carrera amateur de la Vuelta a Puebla

#### Miche
En el 2010 fue anunciado sorprendentemente como inscrito en el Tour de San Luis con el equipo Miche que hasta esa fecha no había anunciado su fichaje aunque pocos días después se confirmó el fichaje y la participación en esa carrera donde finalizó octavo. Fue ese su resultado más destacado con ese equipo después que en abril le rescindieran el contrato debido a una mononucleosis.

#### Christina Watches
En agosto de 2010, empezaron a sonar fuertes rumores de que Rasmussen correría para el Saxo Bank de Bjarne Riis en 2011, sin embargo finalmente fichó por el modesto equipo Christina Watches-Onfone, de categoría Continental equipo que ya le patrocinaba individualmente en carreras amateurs durante los meses que estuvo sin equipo en 2010. Michael presentó un ambicioso proyecto en el que iba a ser líder y futuro director de dicho equipo.
El día 31 de enero de 2013, dio una rueda de prensa, acompañado por el mánager de la empresa Christina Watches Claus Hembo, en la que admitió haberse dopado desde 1998 hasta 2010. Fue despedido inmediatamente del equipo, pero Claus Hembo notificó que cuando cumpla su castigo regresará como director deportivo del equipo. Rasmussen además comunicó que se retiraba y que iba a colaborar con las autoridades en todo lo que le fuera posible.

## Medallero internacional

### Ciclismo de montaña
| Campeonato Mundial | Campeonato Mundial | Campeonato Mundial | Campeonato Mundial |
| Año                | Lugar              | Medalla            | Competición        |
| ------------------ | ------------------ | ------------------ | ------------------ |
| 1999               | Åre (Suecia)       | Medalla de oro     | Campo a través     |

## Palmarés

### Ciclismo de montaña
1995 (como amateur)
- 2.º en el Campeonato de Dinamarca

1996 (como amateur)
- Campeonato de Dinamarca

1999
- Campeonato Mundial

### Carretera
2002
- 1 etapa de la Vuelta a Burgos

2003
- 1 etapa de la Vuelta a España

2004
- 1 etapa de la Dauphiné Libéré

2005
- 1 etapa del Tour de Francia, más clasificación de la montaña

2006
- 1 etapa del Tour de Francia, más clasificación de la montaña

2007
- 2 etapas del Tour de Francia

2009
- 1 etapa de la Vuelta a Chihuahua

2011
- 1 etapa de la Vuelta a Serbia

2012
- Ringerike G. P.

## Resultados en Grandes Vueltas y Campeonatos del Mundo
| Carrera            | Carrera            | 1997 | 1998 | 1999 | 2000 | 2001 | 2002 | 2003 | 2004 | 2005 | 2006 | 2007 | 2008 | 2009 | 2010 | 2011 | 2012 |
| ------------------ | ------------------ | ---- | ---- | ---- | ---- | ---- | ---- | ---- | ---- | ---- | ---- | ---- | ---- | ---- | ---- | ---- | ---- |
|                    | Giro de Italia     | —    | —    | —    | —    | —    | 45.º | —    | —    | Ab.  | Ab.  | 48.º | —    | —    | —    | —    | —    |
|                    | Tour de Francia    | —    | —    | —    | —    | —    | —    | —    | 45.º | 6.º  | 18.º | Ex.  | —    | —    | —    | —    | —    |
|                    | Vuelta a España    | —    | —    | —    | —    | —    | —    | 7.º  | —    | —    | Ab.  | —    | —    | —    | —    | —    | —    |
| Mundial en Ruta    | Mundial en Ruta    | —    | —    | —    | —    | 36.º | —    | —    | 13.º | —    | —    | —    | —    | —    | —    | —    | —    |
| Mundial de Montaña | Mundial de Montaña | —    | —    | 1.º  | —    | —    | —    | —    | —    | —    | —    | —    | —    | —    | —    | —    | —    |

| —: No participó | Ab: Abandono | Ex.: expulsado por dopaje |

## Equipos

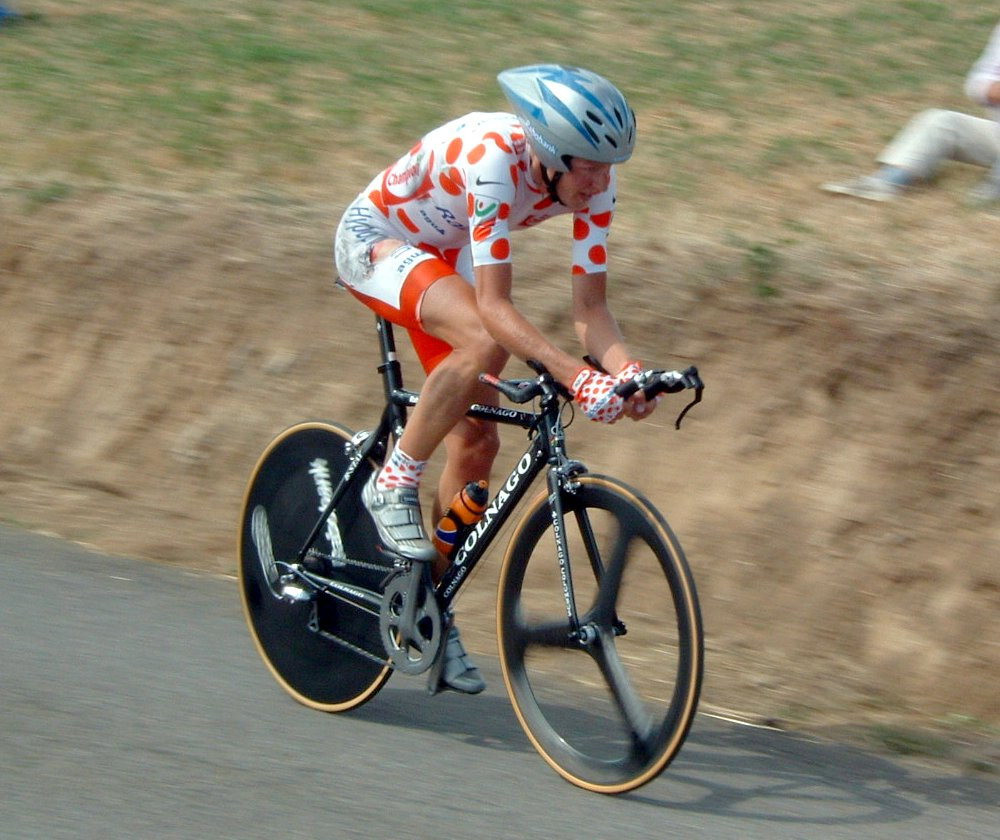
Rasmussen, con el maillot de puntos de mejor escalador del Tour 2005

### Ciclismo de montaña
- Trek-Volkswagen (1997)
- Gary Fisher-Saab (1999)

### Carretera
- Team CSC-Tiscali (09.2001-2002)
- Rabobank (2003-2007)
- Miche (01-04.2010)
- Christina Watches-Onfone (2011-2012)